# 法国业士文凭
法国业士文凭（法語：Baccalauréat en France，簡稱bac）是法国高中毕业生通过毕业会考后被授予的文凭，属于第三等级的文凭，想要接受高等教育的法国人必须持有此文凭。业士文凭也是法国大学学位制度中的一类学位，直到二十世纪初，考生的选拔都由大学文学院或理学院的老师进行。
Baccalauréat一词由古法语 bacheler 演变而来；而 bacheler 源自中世纪拉丁语 baccalarius，意为将要成为骑士的年轻男性。这一概念在十三世纪出现在巴黎大学，用以形容在艺术硕士或法律、神学或医学博士前的一个学位。这一概念随后在法国各地的大学中被广泛使用，并由牛津大学传播到了英国。1808年拿破仑一世建立的法兰西大学重新设立了业士文凭。
在盎格鲁-撒克逊传统的大学系统中，业士文凭一词被用来形容高等教育第一阶段、也就是学士学位。

## 历史

### 从中世纪到大革命
法国的业士文凭最早出现在十三世纪，在大学的艺术、医学、法律和神学四个学院中设有此文凭。当时也是文凭是这些学院的学生可以获得的第一个学位。艺术学院是当时基础性的学院，如果想要获得神学业士学位需要先获得艺术业士文凭。获得业士文凭的男性可以在本学院继续本科学习并获得本专业教学的权利。持有业士文凭的学生，学生可以协助教师教学。

### 拿破仑改革
在法国大革命关闭所有的大学之后，1808年拿破仑一世重新设立了五个专业（科学、文学、法律、医学、神学）的业士学位，又设立了学士（法語：licence）与博士（法語：doctorat）学位。从此业士学位成为了法国国家学位之一。两个新设立的业士专业（科学与文学）继承自从前的艺术硕士。不同专业的业士学位并非相同等级，进行其他专业的学习与考试均需要先获得文学业士学位。在法学院学习两年后可获得法学业士文凭。拿破仑通过法案将至此一直由教会控制的教育国家化，以此创建了一个政治精英阶层。
1809年，31名学生被第一次授予业士文凭，这些学生没有一个来自巴黎。1812年有一千多名学生被授予业士文凭，1816年两千多名。
1830年，获得业士文凭开始需要经过笔试。1840年，出现了根据成绩记录在文凭上的评语：“太好”、“好”、“足够好”。1852年起，科学与文学业士成为同级别的文凭。十九世纪时的考生太少以至于大学教师自己参加考试（比如凡尔纳）。1885年，巴黎大学区共有878名获得第一业士文凭，776获得第二业士文凭。1908年，中学教师开始参与大学教师进行业士文凭评定。

## 總綱
和英國高級程度證書和德國高中畢業考一樣，法國業士文憑是在法國進入高等教育進修、獲取其他專業證書或工作前的基本學業證明。法國業士文憑分爲三種：
- 普通業士文憑（baccalauréat général），目標爲上大學，繼續進修；
- 科技業士文憑（baccalauréat technologique），目標爲開始工作或簡短繼續進修；
- 專業文憑（baccalauréat professionel），目的爲進入專業市場。

法文詞語bac亦可指業士文憑要求學生必需合格的年終考試，如bac de philo（哲學文憑考試），一種所有文憑學生不論種類皆要參加的考試。
雖然大部分學生會在中學完結前考獲業士文憑，文憑容許沒有學校聯系的人以獨立考生（candidat libre）身份參加文憑考試。

### 2021年改革
2021年开始，文理分科将在业士文凭中取消，平时成绩将占到 40 % 。

## 普通業士文憑
普通業士文憑主要目的爲讓學生能銜接大學和大學校，證明學生於學科中達到高級程度。普通文憑細分爲理科、社科、和文科。
2021年前普通業士文憑分科：
| S組 科學（理科）                                             | ES組 經濟和社會科學（社科）          | L組 文學（文科）               |
| ------------------------------------------------------------ | ------------------------------------ | ------------------------------ |
| 重數學、物理、化學、生物、地質，如有者，亦重工程和電腦科學。 | 重經濟、社會，亦重數學、歷史、地理。 | 重法國文學、哲學、外語、文藝。 |

## 与法国社会的关系
每年的高中毕业会考都经媒体大幅报道，五十年来的通过率业一直在提高。
许多名人都没有获得业士文凭，比如左拉（参加两次考试但均失败）、阿兰德龙、齐达内。
许多法国人批评通过会考所要求的学业水平越来越低。也有人认为业士文凭成为了社会不平等的原因，因为它使接受高等教育的权利缩小至了一部分精英阶层。
没有获得业士文凭的学生也有部分学校和专业可供选择，比如一些法律专业和一些高级技师证书均接受没有通过毕业会考的学生。

## 其他国家同级别文凭
- 英国：A-level
- 中国：普通高级中学毕业证书（通过学业水平考试后获得）
- 俄罗斯：EGE